# Ration K

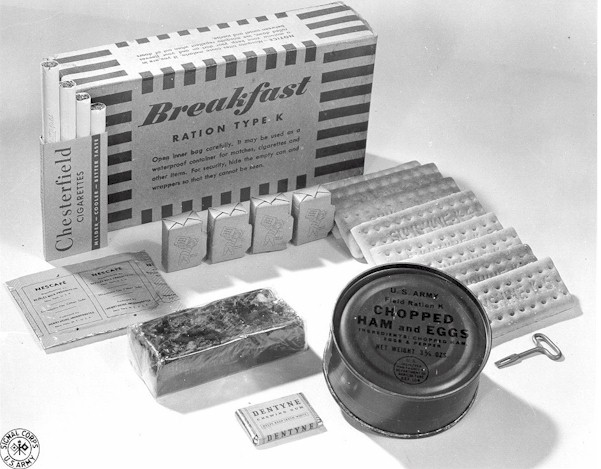
Breakfast, petit déjeuner de la ration K.

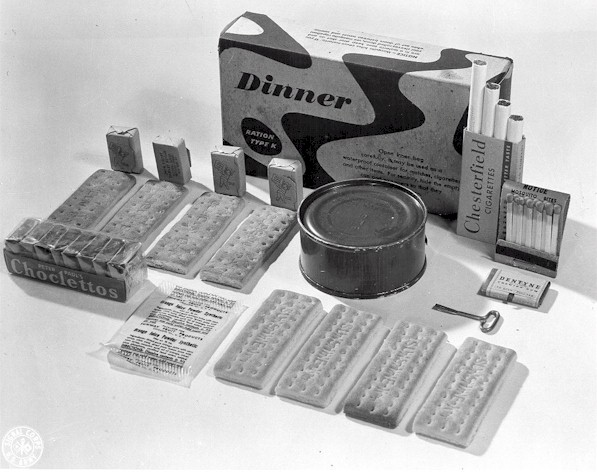
Dinner, repas de midi de la ration K.

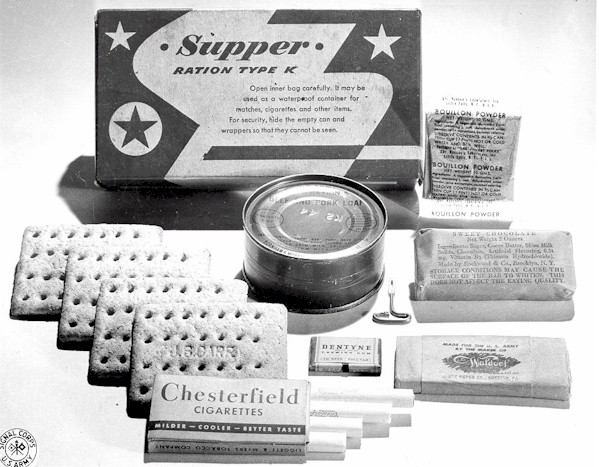
Supper, souper de la ration K.

La ration K est une ration alimentaire de combat américaine apparue durant la Seconde Guerre mondiale.
Initialement prévue comme une ration quotidienne, elle est emballée individuellement pour les troupes aéroportées, les tankistes, les courriers de moto, et d'autres forces mobiles pour de courtes durées. La ration K inclut trois repas : le petit déjeuner, le repas de midi et le souper.

## Historique
Le prototype de la « ration K » est une ration de poche pour les parachutistes développée par le Subsistence Research Laboratory (« Laboratoire de recherche sur la subsistance ») à la demande de l'US Army Air Corps (USAAC) au début de la guerre. Les deux versions d'origine (une version inclut des biscuits pemmican, une barre d'arachides, des raisins secs, et une purée de bouillon, alors que la seconde comprend des biscuits pemmican, une petite barre de ration D, de la viande transformée en conserve, et pour la boisson de la poudre de citron) évolueront vers un ensemble de trois repas matin-midi-soir, qui deviendra plus tard un standard. La direction de la subsistance des Quartermaster Corps modifie certains composants et rebaptise la ration « ration de combat », type K, ou « ration K ». La version finale de cette ration a un pouvoir énergétique de 2 830 calories par jour. Le premier achat de rations K est conclu en mai 1942. Bien que la rumeur veuille qu'elle ait été nommée d'après le Dr Keys ou en référence à « Kommando » (comme des troupes d'élite ont été les premières à la recevoir), la lettre K a été choisie parce qu'elle était phonétiquement distincte des autres lettres utilisées pour les autres rations.
La ration K est expérimentée pour la première fois en 1942, par les troupes aéroportées américaines. Les rapports initiaux font l'éloge de la variété des aliments la constituant, ainsi que de son faible poids. Cependant, les essais dans les milieux climatiques extrêmes ont été extrêmement limités : pour les tests dans la jungle, par exemple, la ration K a été évaluée au Panama par les parachutistes et le peloton expérimental de jungle du Panama dans un essai de seulement trois jours. La marche a été faite non pas à travers la jungle, comme on pouvait s'y attendre, mais sur un terrain plat ou légèrement ondulé, sur routes dégagées, avec une moyenne de seulement dix-huit kilomètres par jour. Les pelotons ne transportaient qu'une ration K, une arme, un poncho, la moitié d'un abri, et une seule gourde. Aucun essai n'a été effectué par des hommes effectuant de longues patrouilles ou transportant des charges plus lourdes de munitions et d'eau. À l'issue des trois jours, les hommes ont été pesés, et comme aucune perte de poids anormale n'a été relevée, la ration K a été considérée comme un succès. Ces résultats seront ensuite mis en avant en 1943 pour justifier la décision de cesser la production de la ration de montagne et de la ration Jungle. Ces deux rations spécialisées se révéleront plus coûteuses à produire dans leur forme originale, et seront fortement détestées par le personnel de la direction de l'intendance, qui doit passer des contrats d'approvisionnement supplémentaires et fournir des installations de stockage pour les nouvelles rations. Bien que la ration K ait été conçue pour être une ration d'urgence, les responsables des Quartermaster Corps continueront, jusqu'à la fin de la guerre, d'insister pour que la ration K devienne le standard pour toutes les troupes en première ligne à raison d'une ration K par homme et par jour, en utilisant les expériences antérieures avec les forces aéroportées comme preuve d'efficacité. La destination première de la ration (utilisation durant une très courte période) tombera à l'eau une fois les forces américaines entrées dans le combat.
L'une des principales critiques de la ration K était son contenu calorique et en vitamines, jugé insuffisant sur la base des évaluations effectuées pendant et après la Seconde Guerre mondiale par rapport aux besoins réels des forces en opération. Il y avait aussi un risque important de dépendance, qui pouvait rendre monotone les trois repas si la ration était consommée pendant de longues périodes. L'insuffisance fondamentale de la ration K était son allocation, rigoureusement standardisée à une ration par homme et par jour. En raison de la courte durée et la nature précipitée de l'essai expérimental de la ration K avant sa généralisation, les planificateurs de la ration ne savaient pas que les soldats qui combattaient, creusaient, et marchaient dans des conditions extrêmes, avaient besoin de beaucoup plus de calories par jour qu'un soldat marchant sur routes dégagées dans les régions au climat tempéré. Néanmoins, une ration K par homme et par jour resterait la base, même pour les troupes de montagne combattant à des altitudes élevées et pour les fantassins combattant dans les jungles denses de la Birmanie.

## Évaluation et retour d'expérience du champ de bataille
La ration C a été la seule ration comparable à la ration K par sa large diffusion, avec six boîtes de conserve comprenant une ration complète. Introduite en 1938 (et modifiée en 1940, 1943/1944 et 1945), elle est sensiblement plus lourde, avec moins de variété dans les repas, mais contient plus de calories.
Alors que les combats se déroulaient sur le théâtre des opérations européen, l'armée américaine a découvert que les troupes se lassaient rapidement de la ration K, certains soldats étant contraints d'en manger pendant des mois. Comme elle ne constituait qu'une ration d'urgence, la ration K fournissait environ 800 à 1 200 calories de moins que nécessaire pour des hommes très actifs, en particulier pour ceux qui travaillaient dans une chaleur ou un froid extrême; la malnutrition est devenue évidente. Le problème a été exacerbé par l'inflexibilité de l'intendance sur les quantités; elle fournissait une seule ration K par jour et refusait de fournir des rations supplémentaires K pour les hommes actifs. Le conditionnement de la ration K en trois repas quotidiens séparés a peut-être aggravé ce problème en faisant supposer aux commandants que l'apport calorique quotidien était suffisant. 
Un rapport, datant de 1943, portant sur une grande enquête sur le théâtre européen a noté qu'aucune des rations conditionnées n'a été recommandée pour une utilisation continue, par les troupes actives, pour des périodes supérieures à dix jours. Une enquête portant sur les troupes dans les zones avancées et les hôpitaux d'évacuation de la Ve armée américaine en pleine campagne d'Italie a noté que presque tous les soldats de l'infanterie, du corps des ingénieurs et d'autres unités mobiles de l'avant, ont dit qu'ils avaient perdu du poids depuis le début de la campagne d'Italie. Les chirurgiens ont observé une diminution notable de la graisse corporelle et des muscles, nécessitant une alimentation abondante et du repos, ainsi qu'un déficit en acide ascorbique (vitamine C).
La ration K a également été critiquée pour ses performances sur le théâtre d'opérations Chine-Birmanie-Inde (CBI), où les difficultés d'approvisionnement à partir des bases situées en Inde ont entraîné un recours généralisé et monotone de la ration K pour les forces d'infanterie légère des États-Unis, de la Chine nationaliste et du Royaume-Uni. Beaucoup de soldats, y compris l'unité américaine connue sous le nom de Merrill's Marauders et les forces britanniques Chindits en Birmanie avaient, pendant cinq mois, vécu principalement avec des rations K, complétées par du riz, du thé, du sucre, de la confiture, du pain, et à l'occasion de boîtes de rations de viande, qui leur ont été parachutées. 
Dans le cas des Maraudeurs, dont le régime alimentaire est constitué de 80 % des rations K, des pertes de poids importantes (en moyenne de 35 livres par homme, soit environ 16 kg) et des carences en vitamine ont été notées, ce qui peut également avoir contribué à une diminution de la résistance à diverses maladies tropicales,. Un médecin militaire britannique a indiqué que, sur 209 hommes des Chindits examinés à la fin de cette période, 182 ont perdu jusqu'à 30 livres (soit environ 13,5 kg) et 27 avaient perdu de 30 à 70 livres (de 13,5 à 32 kg). Des maladies dues à des carences nutritionnelles, telles que la pellagre et le béribéri, ont été observées.
L'une des unités du général britannique Orde Wingate dans le Dehra Dun a été visitée par des officiers de l'intendance, quelques mois après avoir consommé leur dernière ration K. À la vue d'une boîte de ration K transportée par les visiteurs, deux des hommes de Wingate ont vomi.
Le goût désagréable de certains composants de la ration K, tels que le pain de gras de porc ou la poudre de citron très acide, a fait que de nombreux utilisateurs les ont jetés, ce qui a encore réduit les apports caloriques. Souvent, une source de nourriture secondaire a été mise en œuvre, comme une barre de ration D, ou des oranges fraîches, afin d'améliorer la teneur en calories et en vitamines.
En 1943, une commission dirigée par le chef de la Direction de la nutrition, Bureau du Médecin-chef, a été nommée et chargée d'effectuer des tests de terrain sur les rations qui seraient utilisées plus tard dans le champ de bataille. À l'issue du premier de ces essais sur le terrain, il a été noté que les troupes restaient dans une assez bonne condition physique après avoir été nourries pendant dix jours avec des rations C, K, ou « rations 5-en-1 », mais que ces rations manquaient de calories, en particulier pour les hommes grands. Le rapport énumère les recommandations suivantes : l'utilisation de la ration D doit être utilisée uniquement comme un complément, l'utilisation des rations C et K doit être restreinte à des périodes de cinq jours à moins d'être complétée, et le remplacement du dextrose, et des comprimés maltés des rations K par des substituts plus satisfaisants. En outre, le remplacement de la poudre pour la boisson au goût de fruits des rations C et K par une source d'acide ascorbique qui garantissent son utilisation a été recommandée, au vu du manque criant de cet élément dans les aliments réellement consommés par les troupes.
À la fin de la guerre, des millions de rations K avaient été produites, mais l'armée avait perdu tout intérêt pour elles. Les plans d'approvisionnement d'après-guerre pour les rations de campagne étaient fondés uniquement sur les rations basées sur de la conserve (et non sur des produits secs), comme la ration C, et puis plus tard, sur le même type de rations en conserve tels que la ration MCI, afin, principalement de réduire les coûts d'approvisionnement et de stockage. En 1948, après l'introduction d'améliorations dans la ration C, la ration K a été déclarée obsolète ; les contrats de production avaient depuis longtemps été stoppés. La plupart des stocks existants de ration K ont été déclassés, et distribués via les programmes d'alimentation de civils à l'étranger.

## Conditionnement
La ration K originale était emballée dans une boîte rectangulaire, cartonnée de couleur beige, marquée avec lettres noires. Sur la boîte extérieure était imprimé, en lettres capitales, en gras, avec une police sans serif gras, le texte : « US Army Field ration K » sur le dessus, et en dessous, le type de repas « BREAKFAST », « DINNER », ou « SUPPER UNIT » et une lettre majuscule sur chaque extrémité (B, D ou S). Alors qu'il était prévu que les trois repas soient consommés dans l'ordre indiqué, cela n'a pas toujours été le cas. La boîte intérieure avait le type de repas imprimé sur sa partie supérieure et une majuscule à chaque extrémité (B, D, ou S).
La série « moral » plus tardive avait un conditionnement unique qui a été codé par une couleur et une lettre sur les extrémités pour une identification rapide. La boîte de ration du petit déjeuner avait une impression brune et était marquée par un « B » majuscule marron sur les extrémités, la boîte de ration pour le déjeuner avait un marquage bleu et portait un « D » majuscule bleu sur les extrémités, tandis que la boîte de ration du souper avait une impression olive et arborait un « S » majuscule vert olive à ses extrémités. L'emballage se composait d'un emballage extérieur en carton traité chimiquement et d'un carton intérieur imperméabilisé pour protéger le contenu contre les contaminations ou les détériorations. Le carton traité à la cire a été jugé utile par les soldats pour démarrer de petits feux pour faire bouillir l'eau pour le café ou le cacao.
L'entrée est conditionnée dans une boite ronde en métal, peinte en vert avec un marquage noir, avec une clé en métal pour l'ouvrir (en la tournant), emballée dans une boîte en carton de 76 x 70 x 36 mm.
Le reste du repas est emballé soigneusement dans un papier ciré ou sous cellophane. Le pack contient toujours deux paquets de huit crackers rectangulaire K-1, ou quatre biscuits secs carrés K-2 chacun, un paquet de quatre cigarettes, et un bâton plat rectangulaire de chewing-gum ou un carré de gomme enrobée de sucre. Les articles spéciaux (comme les allumettes ou les comprimés d'Halazone) ont été emballés dans une seule sous-unité, pour économiser du volume. Plus tard, il a été ajouté un papier enroulé jetable en forme de cuillère en bois et un ouvre-boîtes standard P-38 au lieu de la  clé « tournante » (en).

## Menu
Petit déjeunerEntrée en conserve (jambon haché et œufs, pain de veau), des biscuits, une pâte de fruits ou une barre de céréales, des comprimés de purification d'eau Halazone, un paquet de quatre cigarettes, du chewing-gum, du café instantané, et du sucre.
DéjeunerEntrée en conserve (fromage fondu, jambon ou jambon et fromage), des biscuits, 15 tablettes de lait malté (au début) ou cinq caramels (par la suite), du sucre, un paquet de quatre cigarettes et une boîte d'allumettes, du chewing gum, et un paquet de boisson en poudre (arôme citron (en 1940), orange (vers 1943), ou raisin (vers 1945)).
SouperConserve de viande, consistant soit de pâté de poulet, de viande de porc avec des carottes et des pommes (première version), le bœuf et pain de porc (2e version), ou de saucisses, de biscuits, d'une barre chocolat de 2 onces (environ 60 g) de la ration d'urgence D, d'une barre « tropicale », ou (dans les climats tempérés) barre de chocolat sucré du commerce, d'un paquet de papier toilette, d'un paquet de quatre cigarettes, de chewing gum, et d'un cube de bouillon ou d'un paquet de soupe en poudre.
Au total, les trois repas fournissaient entre 2 830 et 3 000 calories, selon les composants. Comme la ration a été initialement conçue comme une ration d'assaut pour de courtes durées, la ration K a été conçue pour être utilisée pour un maximum de quinze repas. La ration K était produite par la compagnie Cracker Jack et conditionnée dans une boîte en papier ciré.
Les caisses de rations K étaient soit en bois (43 livres chacune, soit 19,5 kg) ou panneau de fibres (41 livres chacune, soit 18,6 kg) et contenaient douze rations journalières (une ration quotidienne était composée d'un petit déjeuner, d'une déjeuner, et d'un diner), soit un total de 36 repas par caisse. Les rations étaient conditionnées en une seule couche comportant trois unités sur la largeur (une de chaque repas) et douze unités du même type de repas en ligne dans la longueur.
L'uniforme de l'armée américaine M-1943 avait de grandes poches qui ont été conçues pour être capables de contenir une boîte de ration K.